# Libro Dodicesimo della Metafisica
Il Libro Dodicesimo della Metafisica (Λ, Lambda) è conosciuto come il «libro teologico» della Metafisica di Aristotele, poiché nella seconda parte affronta il tema della sostanza immobile, dando di Dio le note definizioni di «motore immobile» e «pensiero di pensiero».
Si ritiene che Lambda sia uno dei primi libri della Metafisica ad essere stato scritto, molto probabilmente successivo ad Alpha élatton, di cui presuppone la divisione tra fisica e filosofia prima.

## L'indagine sulla sostanza
Fin dalle primissime righe Aristotele afferma che oggetto della sua indagine sarà l'ousía (sostanza). Lo Stagirita intende inserirsi in una tradizione d'indagine filosofica a lui anteriore, quella che indaga le cause e i principi: i presocratici e i platonici hanno infatti svolto inconsciamente indagini sulla sostanza; tuttavia essi si sono limitati a cercare le cause e i principi in cose particolari (l'acqua, il fuoco…) o negli universali, sbagliando. È invece la sostanza a occupare il piano fondamentale e basilare della realtà, e non vi è nulla che possa esserle anteriore (1069 a30).
Aristotele individua tre tipi di sostanza:
1. sostanza sensibile soggetta a corruzione,
2. sostanza sensibile eterna,
3. sostanza immobile.

I primi due tipi di sostanza – che corrispondono rispettivamente agli oggetti sensibili e agli astri – rientrano nel campo d'indagine della fisica (scienza naturale), mentre la terza spetta ad un'altra scienza non ben identificata.

## La sostanza sensibile
Nel classificare le sostanze Aristotele esclude, in quanto impossibile, l'esistenza di sostanze sensibili immobili e non sensibili mobili. Da qui passa ad analizzare le sostanze sensibili.
Caratteristica loro peculiare è quella di essere soggette a mutamento, cioè di passare da una forma a quella contraria, ma perché ciò avvenga è necessario che vi sia qualcosa che permanga come sostrato: la materia. È infatti la materia a cambiare, passando dall'uno all'altro dei contrari attraverso il passaggio dalla potenza all'atto (cap. 2). Tuttavia, di per sé la materia non conoscerebbe mutamento se a ciò non fosse indotta da una causa esterna: è ciò che Aristotele chiama il motore prossimo.
Schematizzando, vi è dunque un motore (causa del mutamento), una materia (ciò che cambia) e una forma (ciò verso cui cambia). Questo permette al filosofo di classificare nuovamente la sostanza, secondo tre diverse facce:
- la materia (ὕλη);
- la forma (εἴδος, chiamata anche physis, «natura», e talvolta logos);
- l'individuo (il sinolo, σύνολον), «sostanza particolare» composta dalle precedenti due.

Si noti che sarebbe sbagliato definire l'individuo come somma di materia e forma, in quanto non si tratta di due componenti ma di due aspetti irriducibili della sostanza: materia e forma sono un'unità, non una somma. Un caso a parte è quello dei prodotti della techne, nei quali non vi è chiaramente una forma, all'infuori di quella dell'oggetto composto. La forma sembrerebbe dunque esistere solo negli oggetti naturali, come sosteneva Platone nella sua dottrina delle idee - anche se non si può assolutamente pensare che esitano idee per la carne o la testa, poiché queste sono parti, esistono solo in relazione all'intero e non sono quindi forma, bensì materia. In realtà, le forme sono cause in quanto esistono simultaneamente agli effetti (la figura della sfera di bronzo esiste insieme alla sfera di bronzo, e l'uomo è sano perché ha la salute): in questo senso non si può allora accettare l'esistenza delle idee trascendenti platoniche, e anche il problema delle arti si risolve se si pensa che la forma del prodotto è interna alla techne (cap. 3).
Nei capitoli 4 e 5 viene infine introdotto il tema dell'analogia, che molta fortuna avrà nel Medioevo. Le cose che popolano il tutto hanno cause e principi differenti, ma in un certo senso essi sono gli stessi per tutti gli oggetti. Se infatti gli elementi che li compongono sono tutti diversi, identico è però il rapporto che esiste tra i vari elementi. Qui Aristotele avverte che non bisogna confondere «elemento» con «principio», poiché se è vero che gli elementi sono principi, non è però vero il contrario: l'insieme dei principi è molto più ampio e ingloba non solo gli elementi (principi interni: materia, forma, privazione) ma anche il motore (principio esterno). Se prendiamo l'esempio della medicina, abbiamo che un corpo/materia passa da una situazione di malattia/privazione ad una di salute/forma, grazie all'azione di un motore, ovvero l'arte medica, la quale, per altro verso, contiene in sé la forma della salute e per questo è in grado di produrla; allo stesso modo avviene per le altre cose, come le case o gli uomini (in quest'ultimo caso motore è il padre che contiene in sé la forma dell'uomo e la trasmette al figlio). I principi dunque, seppur diversi nei diversi individui, sono per analogia gli stessi, poiché tra essi vi è lo stesso rapporto. L'analogia permette così di indagare ciò che sarebbe altrimenti oscuro, ed è valida anche nel caso del rapporto atto-potenza.

## La sostanza immobile
Fatto il punto sulle sostanze sensibili, Aristotele può ora occuparsi della sostanza immobile, l'argomento cioè che è valso a Lambda l'appellativo di «libro teologico».
Lo Stagirita osserva che è necessario che esista una sostanza eterna, poiché se tutte le sostanze fossero soggette a perire ne risulterebbe che tutti gli enti e anche il movimento siano finiti, ma così non è. Il movimento, come il tempo, è eterno, e ciò è spiegabile solo con una sostanza eterna, priva di materia e in atto, la quale ha messo in movimento tutte le cose e garantisca l'eternità del movimento (cap. 6). Bisogna dunque pensare a un motore che sia primo: ma se così è, esso non potrà essere mosso da qualcos'altro che lo preceda, poiché non sarebbe più primo. Ciò che muove ed è mosso occupa un posto intermedio, mentre il primo motore, in quanto tale, non può essere mosso, e quindi se ne deduce che deve essere immobile. L'azione del primo motore consiste nel dare l'inizio al moto delle cose, trasmettendo loro il movimento, senza però muovere se stesso, poiché nulla lo precede e gli conferisce movimento. Per spiegare questa attività di muovere senza essere mosso Aristotele ricorre al celebre paragone dell'amato: «Dunque il primo motore muove come ciò che è amato, mentre tutte le altre cose muovono essendo mosse» (1072 b). Il primo motore, che viene definito «dio», si comporta come un oggetto di desiderio, cioè attrae a sé l'amante restando fermo. Inoltre, esso esiste di necessità, e la sua vita è la più eccellente possibile: per questo motivo, dio non può far altro che pensare, l'attività più alta e piacevole a cui l'uomo possa aspirare (cap. 7). Tuttavia, oggetto del suo pensiero non può essere una cosa qualsiasi, poiché ciò potrebbe degradarlo; d'altra parte, nemmeno esiste qualcosa a lui superiore a cui possa rivolgersi. Il filosofo giunge così a formulare di dio la nota definizione di «pensiero di pensiero» (νόησις νοήσεως): dio non può far altro che pensare incessantemente a sé stesso, e questa sua attività apparentemente narcisistica va forse interpretata come consapevolezza della propria attività (cap. 9).
Un discorso a parte merita il capitolo 8, dedicato al numero delle sostanze e alle varie diatribe cosmologiche collegate a questo problema. Poiché gli astri si muovono ognuno di moto eterno (circolare), è necessario che ognuno abbia avuto origine da una sostanza di per sé immobile ed eterna, in modo che ogni moto abbia un motore. Tuttavia, avverte Aristotele, indagare il numero dei moti non è compito del filosofo ma dell'astronomo: per questo vengono citati i modelli cosmologici di Eudosso di Cnido e dell'allievo Callippo, i quali spiegano i moti celesti attraverso una complessa composizione di sfere concentriche (quattro per sole e luna, tre per gli altri pianeti e una per le stelle fisse). Aristotele giunge così a ipotizzare il numero di 55 moti. Tuttavia, si badi bene, al filosofo non interessa risolvere questo dilemma (non si può infatti escludere che le sostanze eccedano il numero dei moti), quanto piuttosto indagare l'esistenza del divino e riaffermare, al di là delle discussioni dei cosmologi, che il cielo è uno e quindi il suo motore è uno: il filosofo lascia pensare ad una gerarchia, a capo della quale vi deve essere un solo motore primo, seguito dagli altri.